# Trox niponensis
Trox niponensis är en skalbaggsart som beskrevs av Lewis 1895. Trox niponensis ingår i släktet Trox och familjen knotbaggar. Inga underarter finns listade i Catalogue of Life.